# Mira telescópica

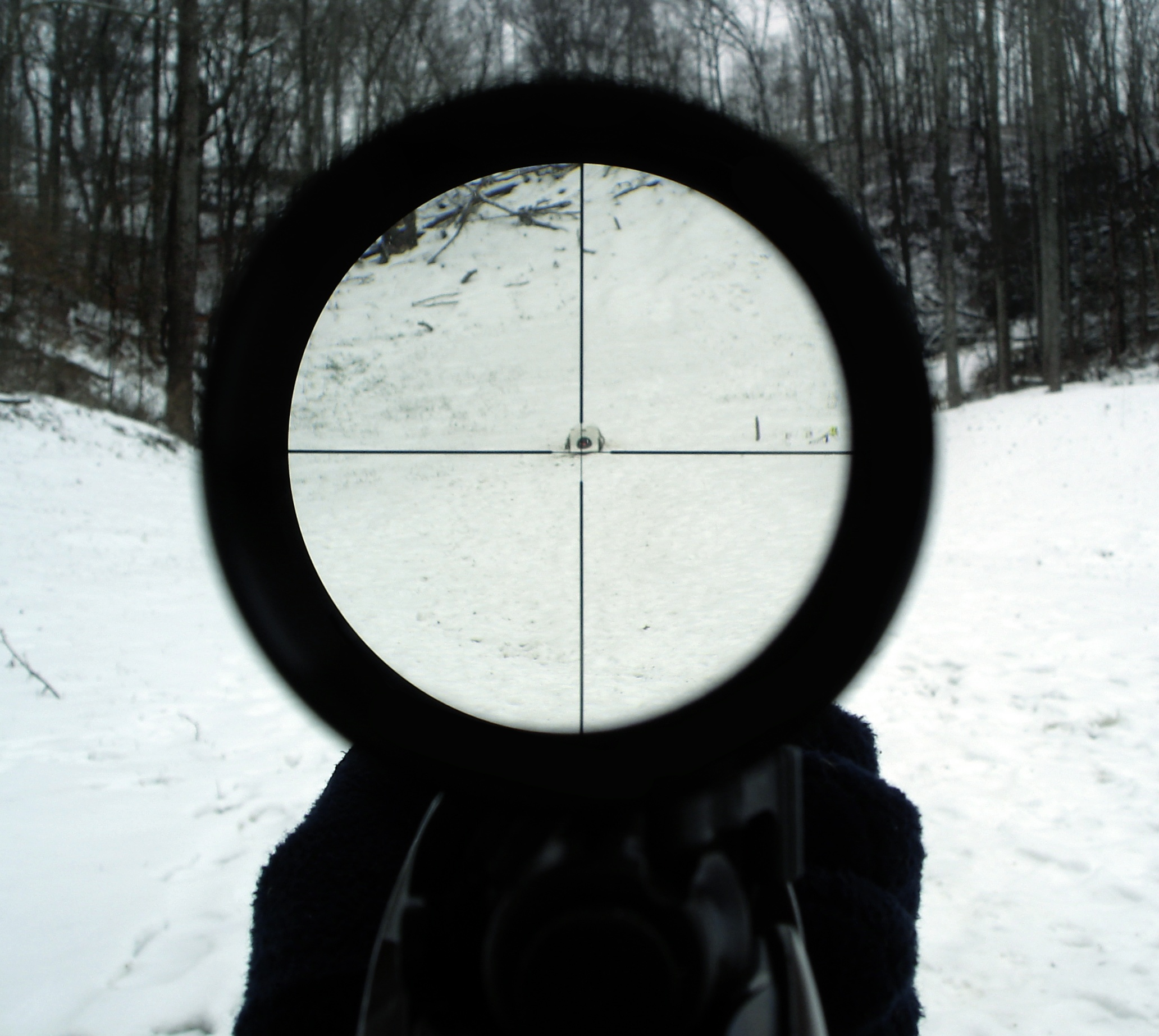
Vista de uma mira telescópica com retículo montada em um fuzil.

A mira telescópica ou luneta, é um instrumento óptico, parecido com um pequeno monóculo, utilizado em armas de fogo. Sua principal utilização é para tiros a longa distância. Algumas dessas miras vêm acompanhadas de lasers e lanternas e/ou possuem visão noturna.
Nos formatos mais populares, as miras telescópicas são encontradas com numerações como "4×20" ou "6×32". Estes números têm o seguinte significado:
- O número antes do "×" indica a magnitude (zoom).
- O número após o "×" indica o diâmetro da objetiva (lente que primeiro recebe a luz).

Pode acontecer de existirem dois números antes do "×", como por exemplo "3-9×32". Neste caso, significa que o "zoom" vai de 3 a 9 vezes para um diâmetro de objetiva de 32 mm.

## Histórico
A primeira mira telescópica documentada foi inventada entre 1835 e 1840. Em um livro intitulado "The Improved American Rifle", escrito em 1844, o engenheiro civil John R. Chapman documentou as primeiras miras telescópicas feitas por Morgan James de Utica, Nova York. Chapman deu a James os conceitos e parte do design, após o que eles produziram a "mira Chapman-James". Em 1855, William Malcolm, de Syracuse, NY, começou a produzir sua própria mira. Malcolm usou um design original incorporando lentes acromáticas, como as usadas em telescópios, e melhorou os ajustes de vento e elevação. Eles tinham ampliação entre três e vinte vezes (possivelmente mais). As miras deMalcolm e as fabricadas por L. M. Amidon de Vermont foram o padrão durante a Guerra Civil.
Uma mira telescópica prática baseada em telescópio refrator foi construída em 1880 por August Fiedler (Stronsdorf, Áustria), comissário florestal do príncipe Reuss. Posteriormente, miras telescópicas com "alívio para os olhos" (distância entre o olho e a lente) extra longo tornaram-se disponíveis para uso em pistolas e rifles. Um exemplo histórico de mira telescópica com um longo alívio para os olhos é a ZF41 alemã, usada durante a Segunda Guerra Mundial em rifles Karabiner 98k.
Carl Zeiss produziu a primeira mira telescópica para ser utilizada em rifles no começo do século passado.
A construção de lentes ópticas exige cálculos matemáticos, maquinas de precisão e tolerância mínimas, aliados ao uso de componentes de alta qualidade.
Lentes de diâmetro grandes são utilizadas para compensar a perda de luz. Em 1935 o Prof. A. Smakula, na fábrica da Zeiss,na Alemanha, desenvolveu um processo que permite a redução de reflexos na superfície da lente. Tal processo possibilitou um aumento da passagem de luz nos binóculos, telescópios e miras telescópicas da ordem de 80%. Em 1940 foi descoberto que, com a aplicação (coating) de uma fina camada de Fluorito de Magnésio, ocorre a redução de reflexão de 1% a 1,5% na superfície. Mais recentemente, avanços na aplicação de várias camadas possibilitam baixar a reflexão até 0,25%. Atualmente, os melhores instrumentos ópticos permitem a passagem de 95% da luz. Entretanto, ainda não se conseguiu a passagem de 100% da luz.

## Características
Existem no mercado mundial vários fabricantes de mira telescópica, mas possuem duas medida padrão para o diâmetro do tubo:
- 1" (25,4 mm) - Americano;
- 30 mm - Europeu.

## Galeria

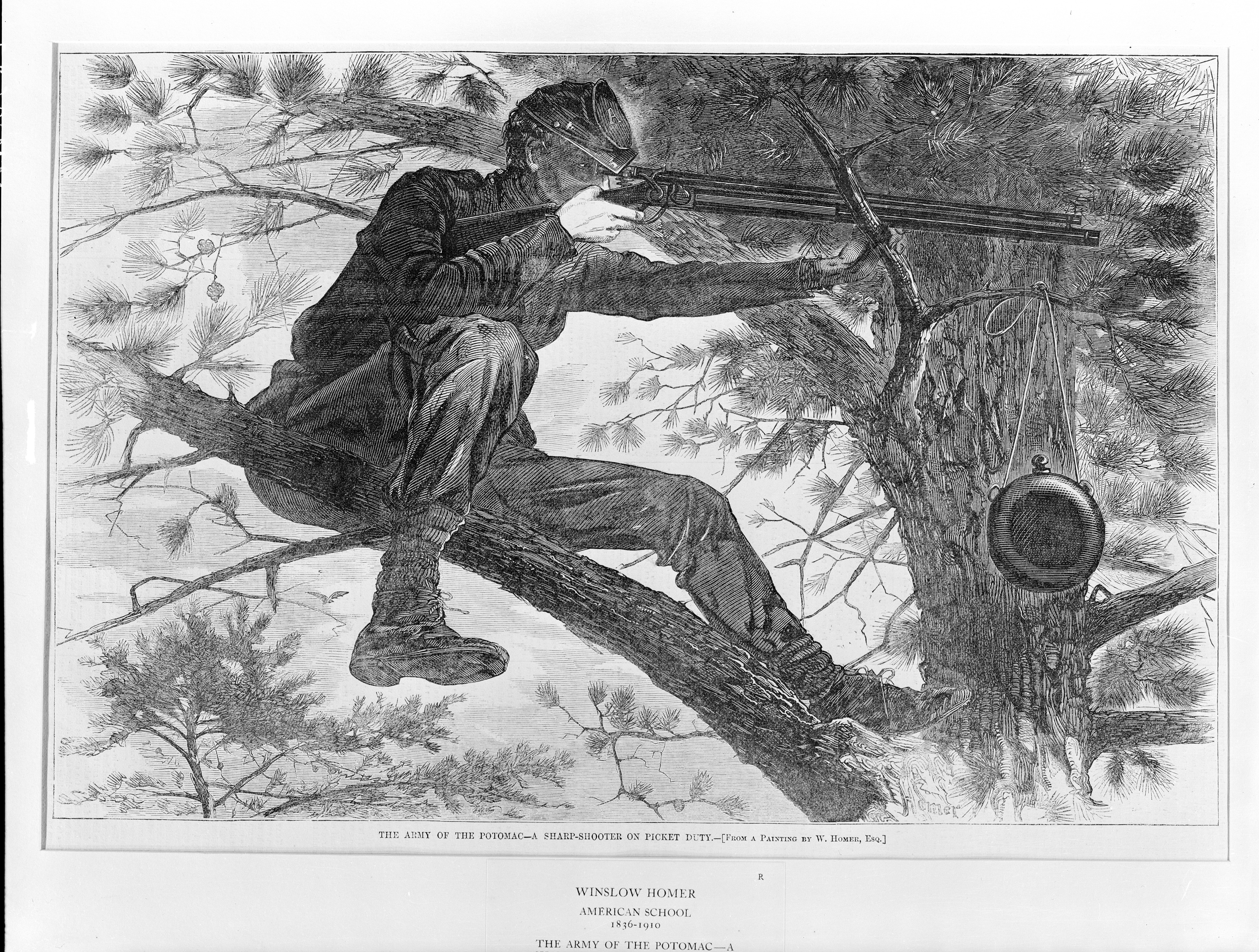
Um Sharp-Shooter da Guerra Civil e seu rifle com uma mira telescópica acoplada.
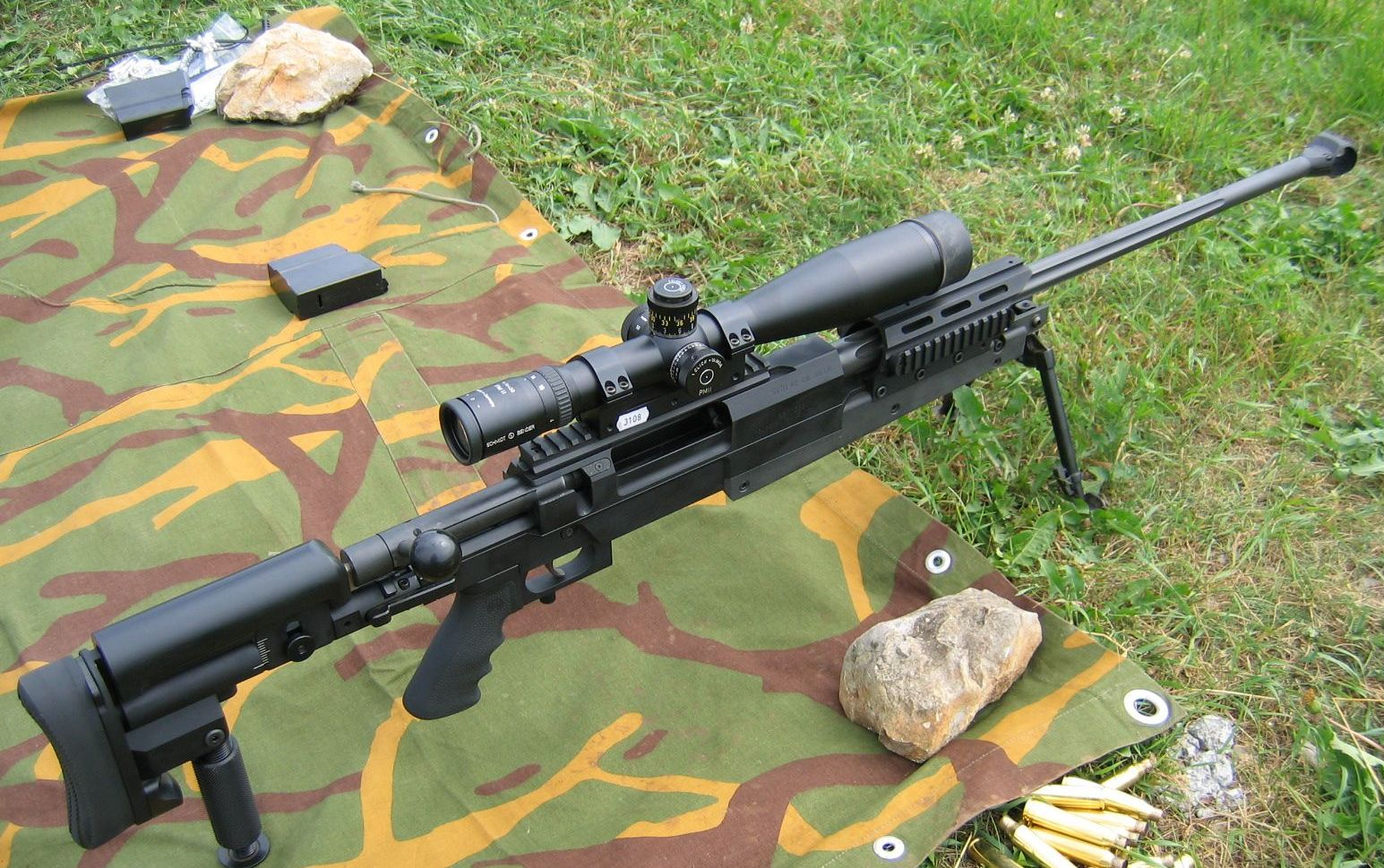
Um fuzil pesado Hécate .338 com uma mira telescópica acoplada.
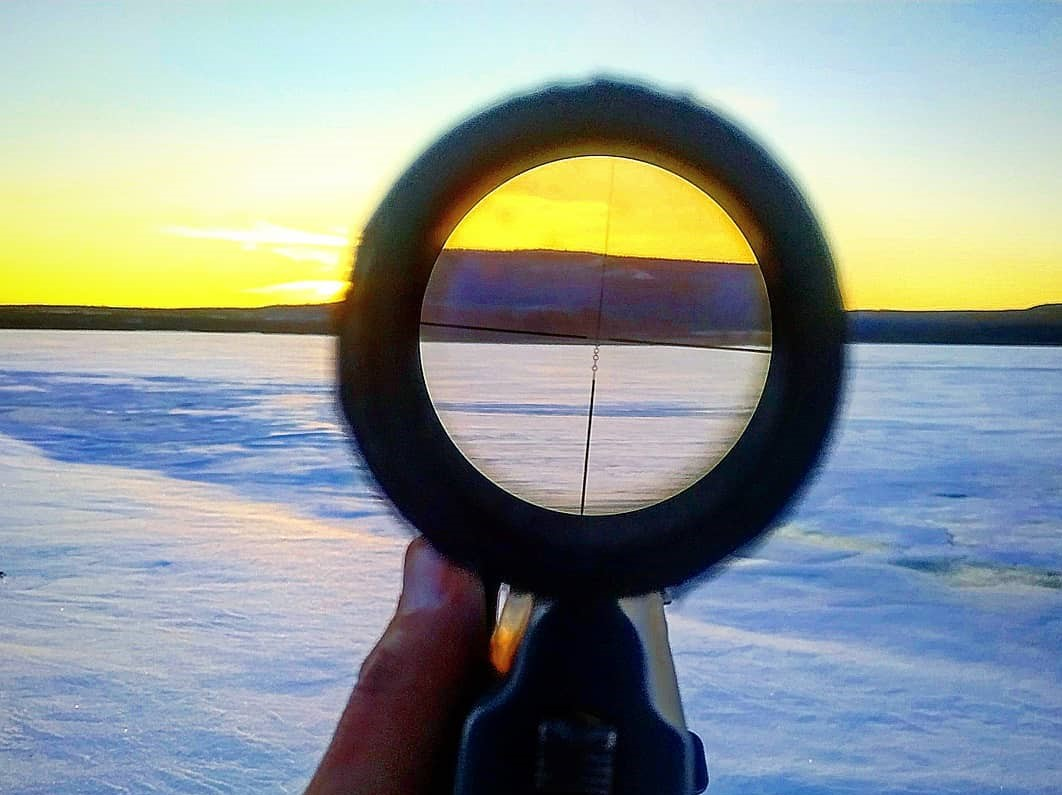
Visão da luneta com retículo em um rifle de caça.